# Baku Cup 2011
Il Baku Cup 2011 è stato un torneo femminile di tennis giocato sul cemento. È stata la 1ª edizione del torneo che fa parte della categoria International nell'ambito del WTA Tour 2011. Si è giocato a Baku in Azerbaigian dal 18 al 24 luglio 2011.

## Partecipanti

### Teste di serie
| Giocatrice               | Nazionalità | Ranking* | Testa di serie |
| ------------------------ | ----------- | -------- | -------------- |
| Vera Zvonarëva           | Russia      | 3        | 1              |
| Anastasija Pavljučenkova | Russia      | 13       | 2              |
| Elena Vesnina            | Russia      | 33       | 3              |
| Ekaterina Makarova       | Russia      | 40       | 4              |
| Monica Niculescu         | Romania     | 52       | 5              |
| Elena Baltacha           | Regno Unito | 58       | 6              |
| Ksenija Pervak           | Russia      | 65       | 7              |
| Evgenija Rodina          | Russia      | 77       | 8              |

- Ranking all'11 luglio 2011.

### Altre partecipanti
Giocatrici che hanno ricevuto una Wild card:
- Nigina Abduraimova
- Kamilla Farhad
- Nina Khrisanova

Giocatrici passate dalle qualificazioni:

- Elena Bovina
- Yana Buchina
- Eirini Georgatou
- Valerija Solov'ëva
- Tatia Mikadze (lucky loser)

## Campionesse

### Singolare
Vera Zvonarëva ha sconfitto in finale  Ksenija Pervak per 6-1, 6-4.

### Doppio
Marija Korytceva /  Tat'jana Puček hanno sconfitto in finale  Monica Niculescu /  Galina Voskoboeva per 6-3, 2-6, [10-8].